# Earthworm Jim
Earthworm Jim é um jogo de plataforma no qual estrela uma minhoca (earthworm, em inglês) equipada com uma armadura robótica chamada Jim. O jogo foi desenvolvido pela Shiny Entertainment, lançado para o Mega Drive em 1994, e posteriormente para SNES, MS-DOS, Game Gear, Game Boy e Game Boy Advance. Na época de seu lançamento, o jogo foi bem recebido graças a sua animação detalhada, sua jogabilidade polida e seu humor non sense, sendo, inclusive, o primeiro jogo a receber a nota máxima na revista Games Master[carece de fontes?]. Uma edição especial do jogo foi lançada para o Sega Mega CD, com música com qualidade de CD, gráficos melhorados e fases expandidas . Versões especiais também foram lançadas para o Microsoft Windows, com gráficos redesenhados com 256 cores, além de todos os outros extras da versão do Sega CD.

## Enredo
A história envolve vários personagens esdrúxulos. O próprio Jim (desenvolvido por Doug TenNapel) era inicialmente uma minhoca terrestre que fazia coisas comuns de minhoca: comer terra, fugir de corvos etc. Um dia, no espaço, o maligno Psy-Crow  encurralou um piloto intergaláctico que havia roubado uma Roupa-cibernética-ultra-high-tech-indestrutível-super-espacial construída pelo Professor Monkey-For-A-Head', encomendada pela maligna rainha Pulsating, Bloated, Festering, Sweaty, Pus-filled, Malformed, Slug-for-a-Butt para que ela pudesse conquistar a galáxia. Durante a batalha especial, a armadura caiu na Terra, em cima da minhoca protagonista. Num golpe de sorte, Jim conseguiu entrar na armadura, que acabou transformando-o em um minhoca grande, inteligente (ao menos para os padrões das minhocas) e super-heroísticas. Jim ouviu Psy-Crow falando com a Rainha Slug-for-a-Butt sobre os rastros de destruição deixados pela armadura e de seus planos sobre sua irmã, a Princesa What's-Her-Name ("Qual o Nome Dela", em inglês).
Jim parte para salvar a princesa, lutando contra vários inimigos no caminho, tais como Major Muco, Chuck e Fifi, Evil the Cat e Bob, o Peixe Dourado Assassino.
Earthworm Jim sai em várias versões e para várias plataformas em 1994-1995 sendo elas: Sega Genesis/Mega Drive, Super Nintendo, PC CD-ROM e Sega Game Gear.